# Götz von Mirbach
Erich Werner Siegfried Götz Freiherr von Mirbach (* 12. September 1915 in Berlin-Charlottenburg; † 6. August 1968 in Hamburg) war ein deutscher Marineoffizier, zuletzt Korvettenkapitän der Kriegsmarine und Bankprokurist.

## Leben
Götz von Mirbach wurde geboren als Sohn eines Oberstleutnants a. D.
Er nahm auf der Seite Francisco Francos am Spanischen Bürgerkrieg teil. Im Oktober 1937 kam er zu den Schnellbooten, zunächst als Fähnrich zur See. Während des Zweiten Weltkrieges diente Mirbach in der 1. Schnellboot-Flottille und wurde im Kampf gegen alliierte Schiffe im Ärmelkanal eingesetzt. Ihm gelang dabei die Versenkung eines britischen Zerstörers.
Mirbach wurde später zum Korvettenkapitän ernannt und diente als Kommandeur der 9. Schnellboot-Flottille. 1944 wurde er mit dem Ritterkreuz mit Eichenlaub ausgezeichnet. Unter dem Kommando von Bernd Klug gelang ihm 1944 ein Sieg in der Schlacht von Lyme Bay.
Mirbach nahm 1952 an den Olympischen Spielen in Helsinki, Finnland teil. Er segelte in der deutschen Mannschaft zusammen mit Wolfgang Elsner, Andreas Howaldt, Hans Kadelbach und Paul-Heinrich Lange in der 6-Meter-Klasse mit und erreichte den zehnten Platz.

## Auszeichnungen
- Eisernes Kreuz (1939)
  - 2. Klasse am 30. April 1940[4][5]
  - 1. Klasse am 28. Mai 1940[4][5]
- Dienstauszeichnung 4. Klasse am 5. April 1939[4]
- Deutsches Kreuz in Gold am 10. November 1942 als Kapitänleutnant on S-48 in der 4. Schnellboot-Flottille[6]
- Ritterkreuz des Eisernen Kreuzes
  - Ritterkreuz am 14. August 1940 als Oberleutnant zur See und Kommandeur des Schnellbootes S-21 in der 1. Schnellboot-Flottille[7]
  - Eichenlaub am 14. Juni 1944 als Kapitänleutnant und Leiter der 9. Schnellboot-Flottille[8]
- Schnellboot-Kriegsabzeichen mit Diamanten (14. Juni 1944)
- Erwähnung im Wehrmachtbericht am 28. April 1944